# Joannis
Joannis (Vuanis in friulano, Uanis nella variante locale) è una frazione di Aiello del Friuli in provincia di Udine.

## Geografia fisica
Situato a nordovest del capoluogo Aiello, l'abitato è attraversato a est dal piccolo Rio Montana. A nord il paese è lambito dall'Autostrada A4. Il suo territorio comprende la località Uttano a nord della quale scorre la roggia Milleacque che fino al 1918 rappresentava il confine tra il Regno d'Italia e l'Impero Austro-Ungarico del quale l'abitato faceva parte.

## Storia
Abitato facente parte già della Contea Principesca di Gorizia e Gradisca, fu parte del Regno d'Austria prima e dell'Impero Austro Ungarico poi fino al dissolvimento dello stesso. Durante il governo austriaco della zona, fu occupato dal Regio Esercito nei primi giorni dell'invasione italiana, liberato nei giorni di Caporetto, per poi essere annesso con il resto della Venezia Giulia al Regno d'Italia. Fece dunque parte della Provincia di Gorizia (l'allineamento della precedente Contea secondo le normative italiane), dipendente dal Governatorato della Venezia Giulia fino al 1923, quando il Governo Mussolini sciolse la provincia facendo transitare i comuni sotto la Provincia del Friuli, dove poi Joannis rimase (assieme a tutti i paesi della Bassa friulana orientale, già austriaci).
Il paese, fino al 1930, costituiva comune autonomo.

## Monumenti e luoghi d'interesse
Uno dei luoghi più caratteristici di Joannis è rappresentato dalla cosiddetta “Centa”, presumibilmente il primo nucleo abitato dell’odierno paese, che nei secoli si è poi sviluppato più ad est; questo è una testimonianza di un antico insediamento rurale, di un luogo dove nel tempo hanno vissuto genti spesso in preda alle invasioni dei turchi o di altri popoli stranieri. Un luogo intorno al quale i ritrovamenti di piccoli oggetti antichi apparivano non essere cosa rara e che solo recentemente si è rivelato nella sua interezza.
Di proprietà comunale è l’antico cimitero, in uso fino al 1904, quando è stato abbandonato e sostituito dall’attuale sito all’estremo opposto dell’abitato. Al suo interno sono ancora visibili alcune tombe e quello che resta della chiesa di Sant’Agnese in Centa, distrutta nel 1906 per volontà dell’allora amministrazione comunale, le cui caratteristiche sono diffusamente descritte nell’opuscolo “La villa di Ioannis”, redatto a cura di Augusto Geat e pubblicato dagli “Studi Goriziani” nel 1975.
Oltre al cimitero si possono vedere gli edifici rurali in pietra e sassi della “Canipa”, ad esso adiacente, e della “Casa del Curato”, entrambi risalenti al Medioevo, probabilmente al XV secolo. 
Nel 2006, proprio nel corso degli scavi per il restauro della "Canipa", i proprietari hanno annunciato il ritrovamento delle prime 13 tombe, per lo più di donne e bambini, facenti parti di un'antica necropoli, molto più ampia, risalente presumibilmente al IX/X secolo. Erano gli antichi abitanti di Joannis (Joanniz in slavo, Uanis in friulano), genti di origini slave che venivano mandate a ripopolare queste terre dopo l’ennesima scorreria e prima della successiva (probabilmente di loro si perse ogni ricordo quando, secoli dopo, venne edificata sopra di essi proprio la “Canipa”).
Sul retro del complesso si trova la Cappella affrescata dedicata a Santa Lucia al cui interno, fino in epoca recente, sgorgava un'acqua di risorgiva nella quale i fedeli erano soliti lavarsi gli occhi in quanto ritenuta miracolosa. Oggi, tale fonte è generalmente asciutta, e l’acqua compare solo in occasione di piogge particolarmente abbondanti. Ancora oggi, tradizione vuole che il 13 dicembre, in occasione di Santa Lucia, venga celebrata presso La Centa la SS. Messa aperta a tutta la popolazione.
Il complesso è oggi visitabile in primavera e in autunno in occasione dell'iniziativa “Castelli Aperti”, ma anche, previa prenotazione, per gruppi di almeno 20 persone.

## Economia
L'abitato, per secoli caratterizzato da un'economia di tipo agricolo, ha oggi sviluppato un'attiva industria manifatturiera: ricade all'interno del territorio di Joannis, infatti, la Zona Artigianale di Aiello del Friuli.
In paese, inoltre, vi è anche un'industria casearia, la SILA. Importante, a partire dagli ultimi anni, il commercio, grazie alla costruzione del Palmanova Outlet Village a nord dell'autostrada.

## Sport

### Calcio
Nella frazione di Joannis, il 26 settembre 1927 nacque Enzo Bearzot, allenatore della nazionale italiana, vincitore della Coppa del Mondo 1982.